# جساوة سمراء
جساوة سمراء (بالإنجليزية: Brown induration) هو تليف وتصبغ هيموسيديريني في الرئتين نتيجةً لوجود وذمة رئوية منذُ فترةٍ طويلة (احتقان منفعل مزمن).